# Élection présidentielle srilankaise de 2010
L'élection présidentielle sri-lankaise de 2010 est une élection présidentielle qui s'est tenue au Sri Lanka en janvier 2010. Elle est annoncée le 23 novembre 2009 à la suite de la demande du président Mahinda Rajapakse d'organiser des élections anticipées avant l'expiration normale de son mandat de six ans qui prend fin en 2011. La nomination de tous les candidats a lieu le 17 décembre 2009 et l'élection a eu lieu le 26 janvier 2010.
Mahinda Rajapakse, président depuis 2005, est le candidat de la coalition de l'UPFA (United People's Freedom Alliance). Son principal opposant est l'ancien chef des armées, le général Sarath Fonseka, candidat du Nouveau Front démocratique, soutenu par les principaux partis d'opposition, dont le Parti national uni et le Janatha Vimukthi Peramuna.
Rajapakse a été réélu avec plus de 57 % des suffrages. Son principal opposant, Sarath Fonseka, obtient plus de 40 % des voix, concentrées dans les provinces du nord et de l'est, où beaucoup de tamouls sont présents. Après la défaite militaire historique de la guérilla des Tigres tamouls en mai 2009, les populations tamoules ont été totalement ignorées de la campagne, aucun des candidats n'évoquant de politique de réconciliation nationale.

## Déroulement de la campagne et des élections
La Constitution autorise le Président à demander une nouvelle élection quatre ans après le début de son premier mandat. Ainsi, le Président Mahinda Rajapakse informe le Commissioner of Elections le 23 novembre 2009 de cette décision.
Dayananda Dissanayake, le Commissioner of Elections, annonce officiellement le 27 novembre que l'élection présidentielle anticipée se tiendra le 26 janvier 2010 et que les nominations pour les candidats ont lieu jusqu'au 17 décembre 2009 .
Selon le Department of Elections, 14 088 500 sri-lankais peuvent voter. Ce qui est plus que pour la précédente élection de 2005 avec 13 327 160 d'électeurs potentiels. Pour cette élection, plus de 11 000 bureaux de vote sont prévus.
Le candidat de l'opposition, Sarath Fonseka, a reçu le soutien de l'ex-président Chandrika Kumaratunga le 24 janvier 2010, trois jours avant l'élection .

## Résultats
Le résultat officiel est annoncé par le Ministère des élections et annonce que sur 14 088 500 électeurs inscrits, il y a eu un taux de participation de 74,49 % et 0,97 % de votes nuls.
| Nom du candidat                            | Votes obtenu | Pourcentage |
| ------------------------------------------ | ------------ | ----------- |
| Mahinda Rajapakse                          | 6 015 934    | 57,88 %     |
| Sarath Fonseka                             | 4 173 185    | 40,15 %     |
| Mohomad Cassim Mohomad Ismail              | 39 226       | 0,38 %      |
| Achala Ashoka Suraweera                    | 26 266       | 0,25 %      |
| Channa Janaka Sugathsiri Gamage            | 23 290       | 0,22 %      |
| W.V. Mahiman Ranjith                       | 18 747       | 0,18 %      |
| Panagoda Don Prince Soloman Anura Liyanage | 14 220       | 0,14 %      |
| Sarath Manamendra                          | 9 684        | 0,09 %      |
| M.K. Sivajilingam                          | 9 662        | 0,09 %      |
| Ukkubanda Wijekoon                         | 9 381        | 0,09 %      |
| Lal Perera                                 | 9 353        | 0,09 %      |
| Sirithunga Jayasuriya                      | 8 352        | 0,08 %      |
| Vickramabahu Karunaratna                   | 7 055        | 0,07 %      |
| Idroos Mohomad Ilyas                       | 6 131        | 0,06 %      |
| Wije Dias                                  | 4 195        | 0,04 %      |
| Sanath Pinnaduwa                           | 3 523        | 0,03 %      |
| Mohamed Musthaffa                          | 3 134        | 0,03 %      |
| Battaramulle Seelarathana Thero            | 2 770        | 0,03 %      |
| Senaratna de Silva                         | 2 620        | 0,03 %      |
| Aruna de Zoysa                             | 2 618        | 0,03 %      |
| Upali Sarath Kongahage                     | 2 260        | 0,02 %      |
| Muthu Bandara Theminimulla                 | 2 007        | 0,02 %      |

## Commentaires sur le déroulement
Il n'y a pas eu de fraudes majeures découvertes, mais des observateurs sri-lankais indépendants laissent ouverte la possibilité de plusieurs problèmes durant le dépouillement. De plus, des observateurs ont accusé le président d'utiliser les moyens de l'État pour assurer sa campagne électorale.